# Rechtbank Hoorn

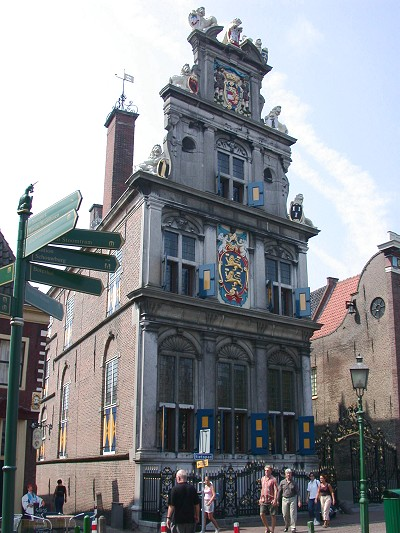
De rechtbank was gevestigd in het Statencollege, het gebouw waarin nu het Westfries Museum is gevestigd

De rechtbank Hoorn was van 1838 tot 1877 een Nederlandse arrondissementsrechtbank. Hoorn was het derde arrondissement in de provincie Noord-Holland. Beroep tegen de beslissingen van de rechtbank kon worden ingesteld bij het provinciaal hof in Amsterdam, later bij het Gerechtshof Amsterdam.
Hoorn was  verdeeld in vijf kantons: Hoorn, Enkhuizen, Medemblik, Purmerend en Edam.
De rechtbank werd bij de eerste grote rechterlijke reorganisatie in 1877 opgeheven. Tegen de opheffing kwam veel verzet. Een jaar later werd bij de nieuwe indeling voor de gerechtshoven voorgesteld om Hoorn te heroprichten ten koste van Haarlem. Dat voorstel redde het echter niet. Het arrondissement werd verdeeld over Alkmaar en Haarlem. Hoorn behield wel een kantongerecht.
De rechtbank was gevestigd in het Statencollege, het gebouw van de Gecommitteerde Raden in Westfriesland. Na de opheffing van de rechtbank werd het gebouw nog enige jaren gebruikt door het kantongerecht.